# رابطة ثلاثية المركز
الرابطة ثلاثية المركز هي أبسط أنواع الارتباط الكيميائي متعدد المراكز، حيث تتشكل رابطة كيميائية بين ثلاث ذرات.
هناك نوعان من الروابط ثلاثية المركز:
- رابطة ثلاثية المركز ثنائية الإلكترون، وتوجد في المركبات الفقيرة بالإلكترونات مثل البورانات.
- رابطة ثلاثية المركز رباعية الإلكترون، وتوجد في المركبات ذات فرط التكافؤ مثل مركبات الغازات النبيلة.